# Iago omanensis
Espèce
Répartition géographique
Statut de conservation UICN

 LC  : Préoccupation mineure
Iago omanensis ou requin-hâ à gros yeux est un poisson de  la famille des Triakidés, ordre des Carcharhiniformes. Il vit dans l'ouest de l'océan Indien, de 30 à 10° Nord ; de 110 à 2 200 m de fond et dans des eaux de 16 à 25 °C. 

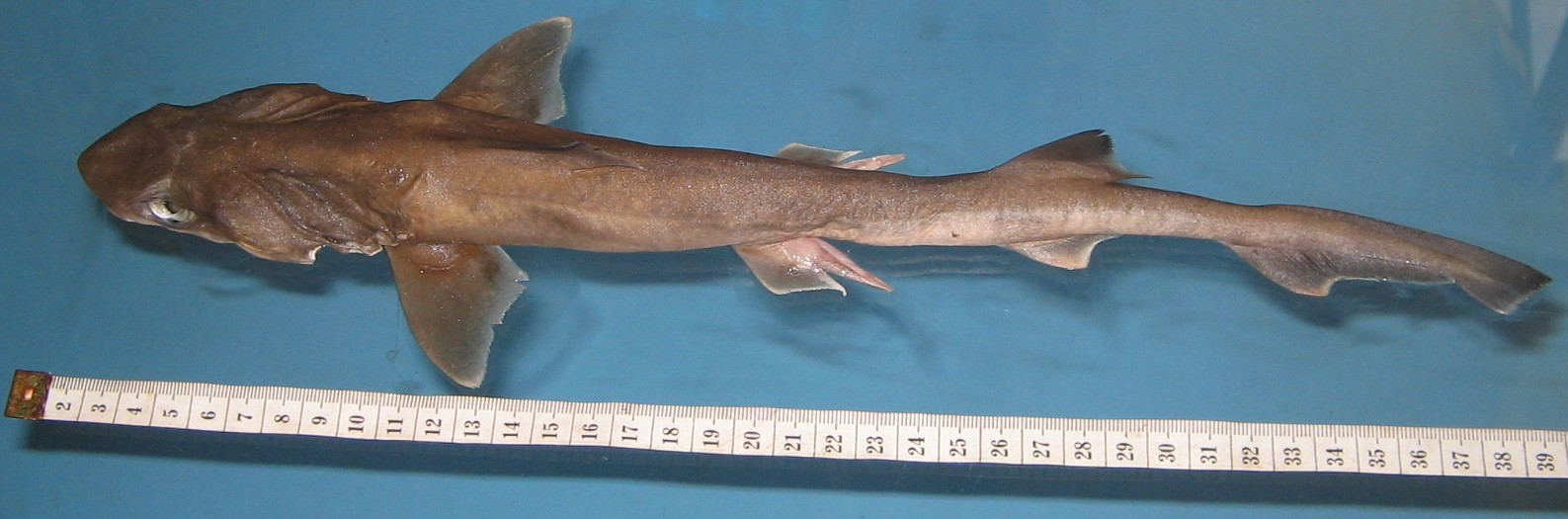
Requin-hâ à gros yeux, Mangalore, Inde

Il peut atteindre 60 cm de long.